# 日本札幌圣殿
日本札幌圣殿（日语：日本札幌神殿）是耶稣基督后期圣徒教会第151个开放的圣殿，位于日本札幌市厚别区大谷地西1丁目6-1，是继日本东京圣殿和日本福冈圣殿之后日本的第三座圣殿. 2009年10月3日，耶稣基督后期圣徒教会宣布在札幌修建圣殿。2016年8月21日，Russel M. Nelson 会长主持奉献仪式。